# Asedio de Oreja
El asedio de Oreja fue un asedio de las fuerzas de Alfonso VII, emperador de España, al castillo de Oreja a la localidad española de Ontígola que duró desde abril hasta octubre de 1139 cuando se rindió la guarnición almorávide. Fue la primera gran victoria de la Reconquista renovada que caracterizó las dos últimas décadas del reinado de Alfonso.